# Manuel Medrano Huetos
Manuel Medrano Huetos (Guadalajara, 1860-Madrid,	2 de diciembre de 1906) fue un arquitecto español.

## Biografía
Nacido en diciembre de 1860 en Guadalajara, estudió en el Instituto de dicha ciudad. Terminó su formación en la Escuela de Arquitectura de Madrid en 1884. Su estilo arquitectónico es clasicista. Afiliado al Partido Liberal y amigo del conde de Romanones, desempeñó el cargo de concejal en el Ayuntamiento de Madrid.
Fue autor del proyecto del panteón de la familia Villamejor en el cementerio de Guadalajara, construido en 1899. También se encargó de la fábrica de pan encargada por la Compañía de Panificación, construida en 1900, y el asilo Tovar, que servía de refugio nocturno para pobres y que se inauguró en 1903.
En 1904 proyectó el edificio de viviendas del número 7 de la calle de Mariana Pineda, para la marquesa de Villamejor, del que Repullés afirma que fue una de «las primeras construidas en Madrid en el estilo "modernista", si bien tratado con discreción y buen gusto». Este mismo autor manifiesta que Medrano más adelante abandonaría este estilo, supuestamente no satisfecho con él, retornando a líneas más clásicas.
También le correspondieron la casa en el número 4 de la calle del Marqués de Villamejor –propiedad del conde de Romanones y construida en 1905–, el número 5 de la calle de Mariana Pineda –construida en 1906 y perteneciente a los herederos de la marquesa viuda de Villamejor–, la casa de la calle Mayor en los números 7 y 9, el número 121 de la calle de Claudio Coello –propiedad del duque de Tovar– y una vivienda en la localidad soriana de Almazán. Al fallecer trabajaba en el proyecto de la casa número 58 de la calle de Preciados, propiedad de Juan F. Cuervo.
Entre las obras de Medrano se contaron también más de treinta casas particulares en Madrid y otras en Ciudad Real, Santander, Guadalajara y El Escorial, una escuela para niños en Riba de Santiuste, un proyecto de pabellón-escuela costeado por el príncipe de Asturias, el panteón de la familia Torre y Villanueva en el cementerio de San Isidro de Madrid, la granja agrícola en el soto de Aldovea –que fue propiedad del duque de Tovar–, un notable proyecto de mercado para la plazuela del Carmen de Madrid, y, por último, numerosas obras de reforma y otros trabajos profesionales.
Falleció el 2 de diciembre en 1906 en Madrid. En su ciudad natal una calle se le dedicó en su honor, anteriormente llamada de San Antonio.

## Notas

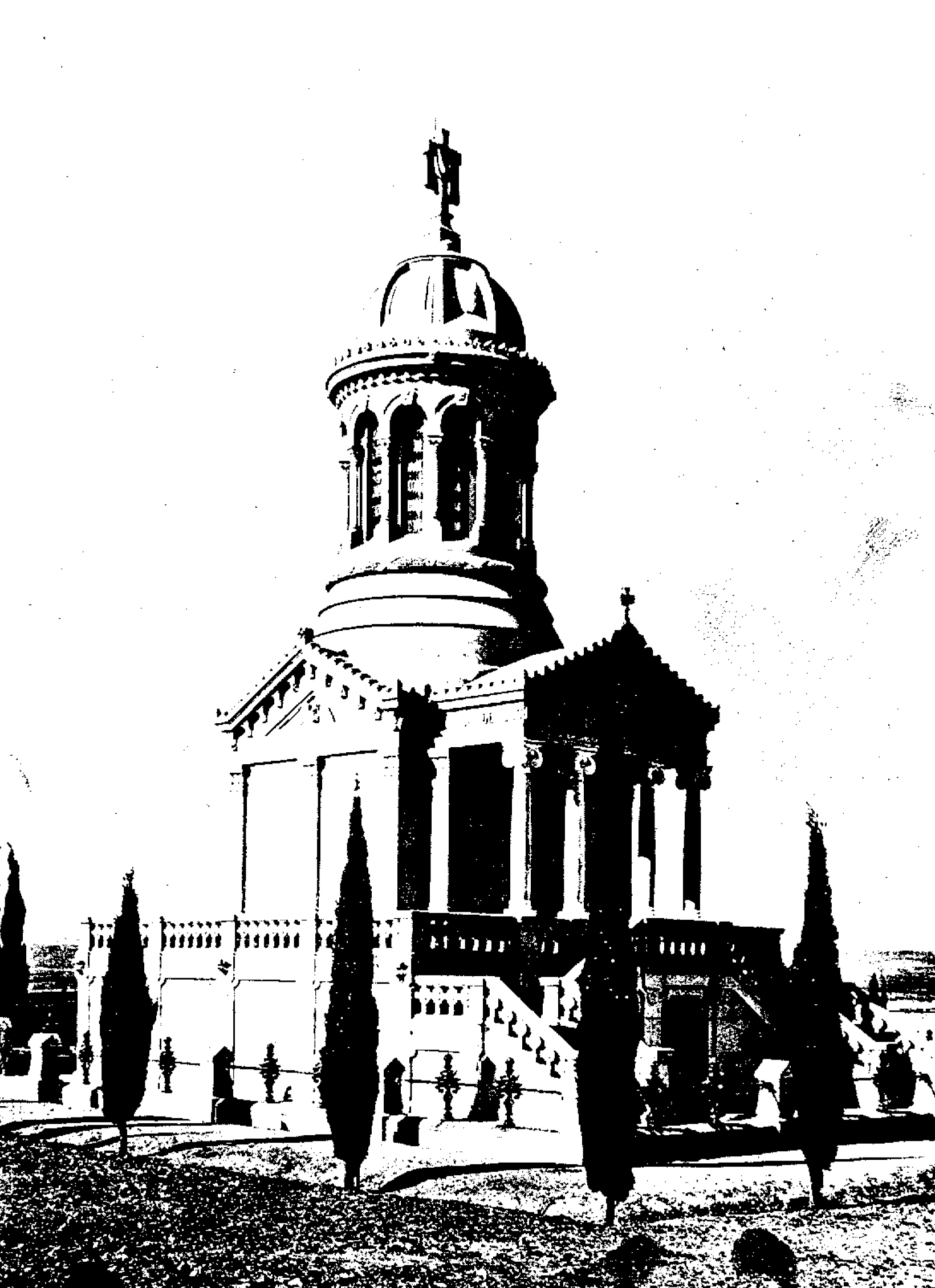
Panteón Villamejor (Guadalajara, 1899)
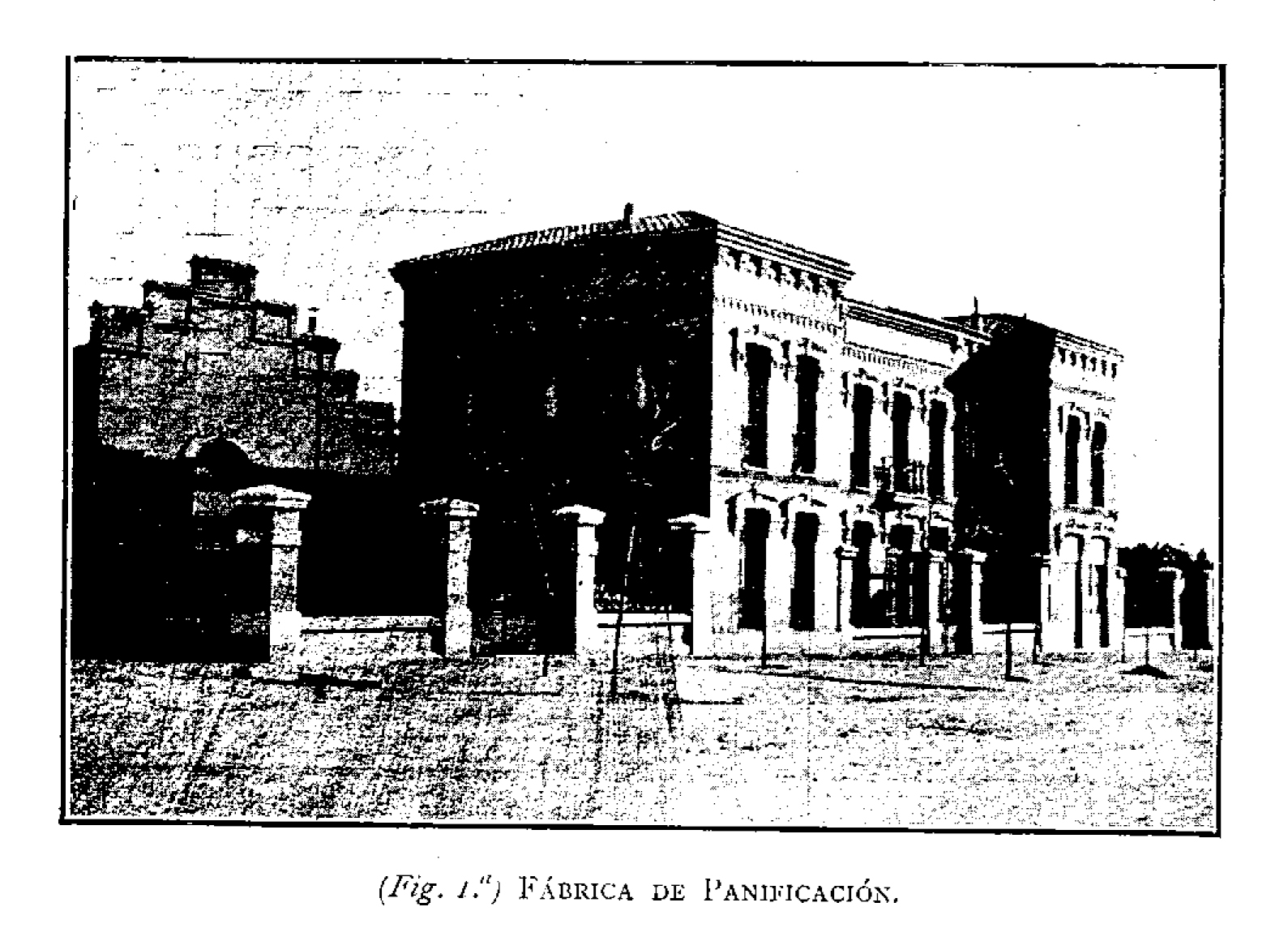
Fábrica de panificación (Madrid, 1900)
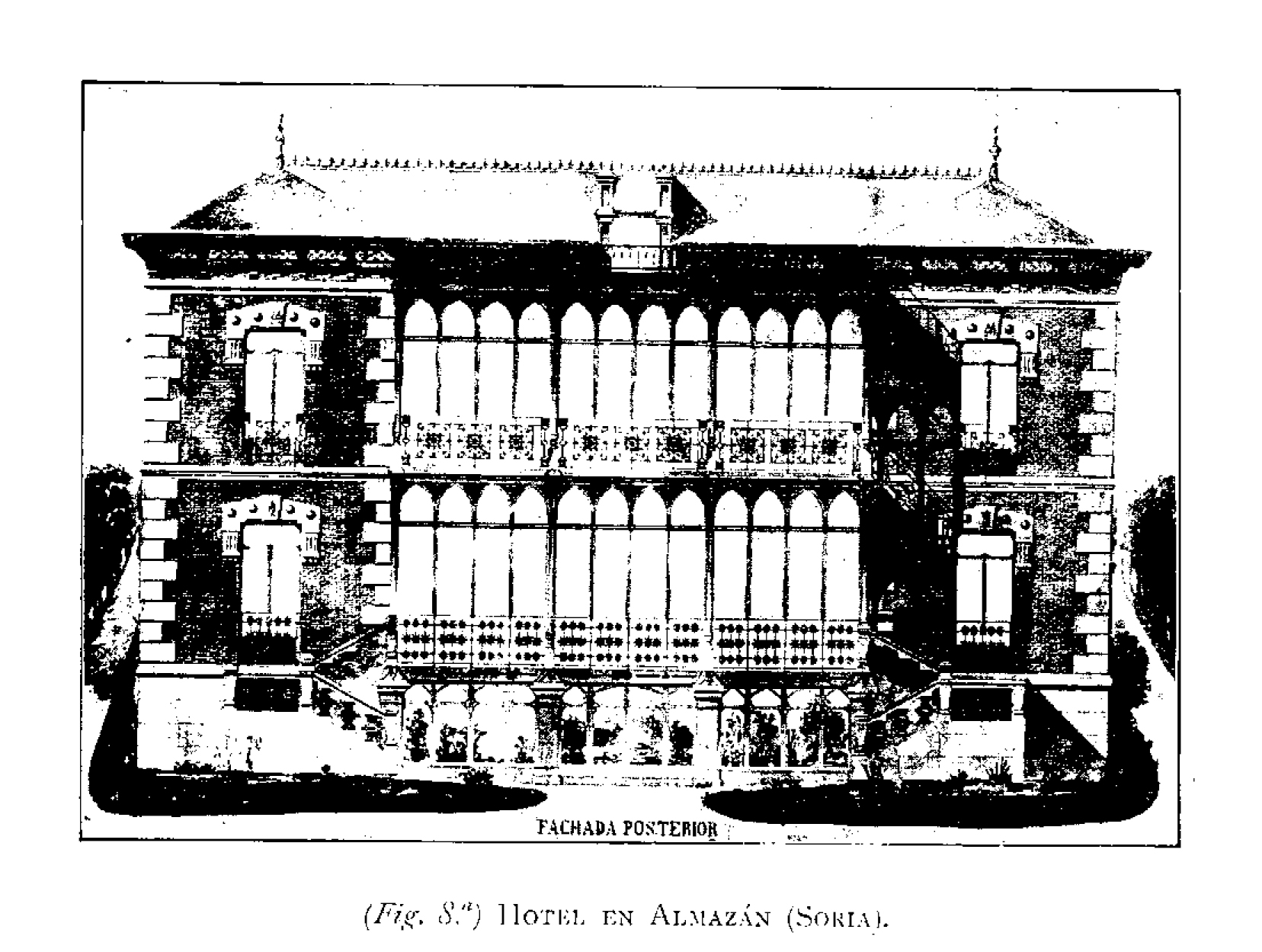
Casa en Almazán
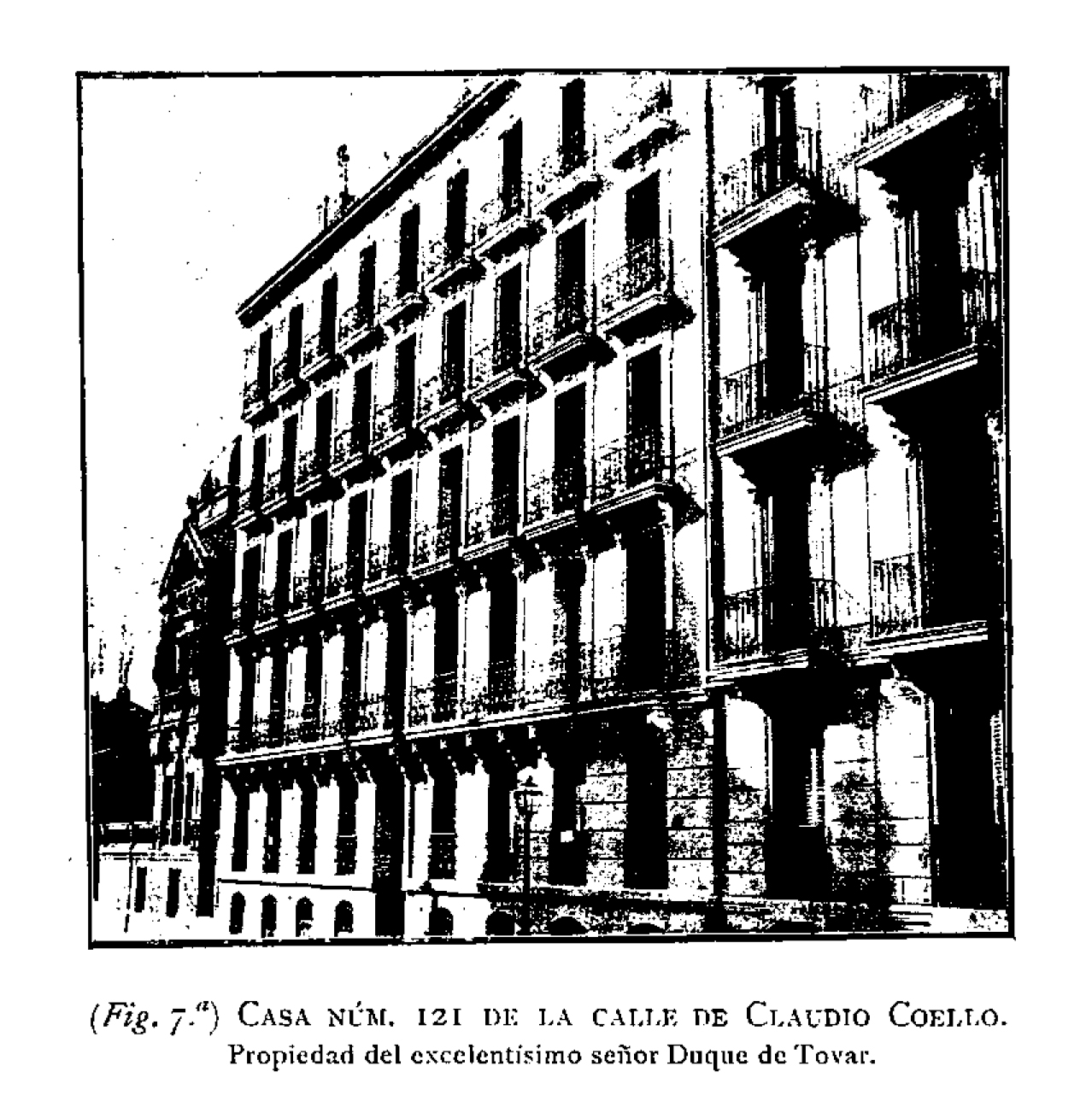
Claudio Coello 121 (Madrid)
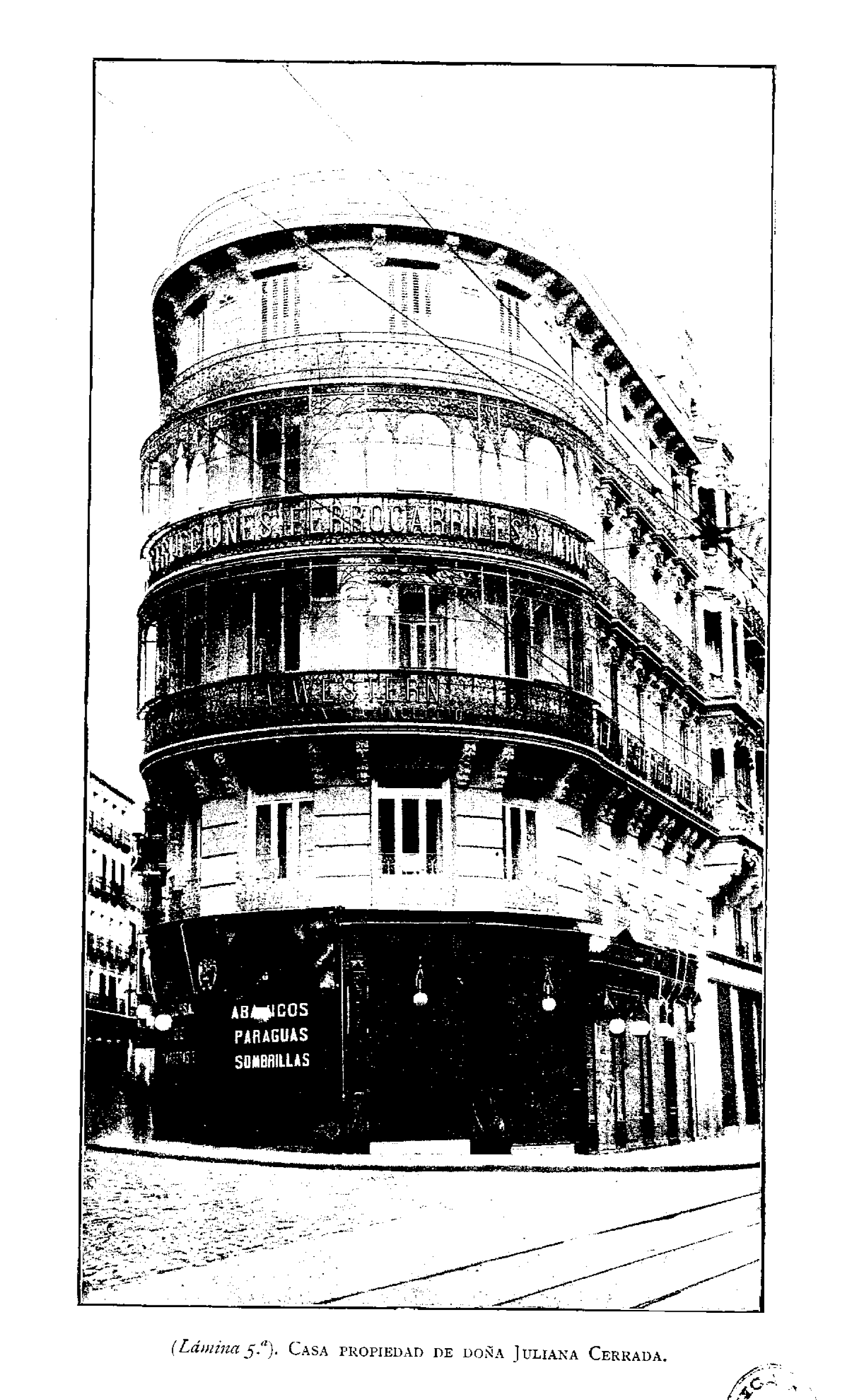
Calle Mayor 3 (Madrid)